# Rieka (dopływ Bieli)
Rieka – potok na Słowacji, będący lewym dopływem Bielskiego Potoku (na słowackiej mapie opisanego jako Biela). Cała jego zlewnia znajduje się na południowych stokach Magury Spiskiej w obrębie miejscowości Lendak. Najwyżej położone źródła ma na wysokości około 980 m na południowych stokach Bukoviny (1176 m) i Smreczyn (1158 m). Spływa w kierunku południowo-wschodnim głęboką doliną wciosową. Orograficznie prawe zbocza tej doliny tworzą szczyty Skalka (1069 m), Husár (978 m)  i Pálenica (1175 m), w zboczach lewych wznosi się szczyt Krivè (992 m). Z obydwu zboczy spływają krótkie potoki zasilające Riekę. Po opuszczeniu  Magury Spiskiej Rieka wypływa na Kotlinę Popradzką, przepływa przez zabudowane obszary Lendaku i na wysokości około 710 m uchodzi do Bieli.